# Polycentropus chellus
Polycentropus chellus är en nattsländeart som beskrevs av Donald G. Denning 1964. Polycentropus chellus ingår i släktet Polycentropus och familjen fångstnätnattsländor. Inga underarter finns listade i Catalogue of Life.